# Streitwertbeschwerde
Die Streitwertbeschwerde (nach dem Gerichtskostengesetz, GKG) oder Verfahrenswertbeschwerde (nach dem Gesetz über Gerichtskosten in Familiensachen, FamGKG) als Unterfall der Beschwerde ist nach dem deutschen Prozessrecht das Rechtsmittel gegen die Festsetzung des Streitwerts eines Rechtsstreits bzw. Verfahrenswertes eines Verfahrens.  Die Streitwertfestsetzung erfolgt nach § 63 Abs. 1 GKG. Sie ergeht gemäß § 63 Abs. 2 GKG durch Beschluss. Die Verfahrenswertfestsetzung erfolgt nach § 55 Abs. 1 FamGKG.
Die zulässige Streitwertbeschwerde oder Verfahrenswertbeschwerde ist gerichtsgebührenfrei. Außergerichtliche Kosten werden nicht erstattet.
Über die Möglichkeit der Beschwerde gegen die Festsetzung des Verfahrenswertes muss in Familiensachen ab dem 1. Januar 2014 gem. § 8a FamGKG belehrt werden. Dies umfasst die Belehrung über Form, Frist und Angabe des Sitzes des Gerichts, wo die Beschwerde anzubringen ist.

## Beschwerderecht eines Verfahrensbeteiligten
Die Partei eines Rechtsstreits beziehungsweise ein Beteiligter im Verfahren nach FamFG führt die Beschwerde in der Regel entweder mit dem Ziel, einen niedrigeren Streitwert zu erreichen, um die Gerichtskosten und Anwaltsgebühren zu verringern oder auch einen höheren Wert zu erzielen bei Obsiegen. Letzteres kann die finanzielle Belastung des Obsiegenden durch das Verfahren verringern, wenn sein Anwalt ihm gegenüber nicht nach dem Rechtsanwaltsvergütungsgesetz, sondern z. B. nach Stunden abgerechnet hat. Bei höherem Streitwert hat der Prozessgegner höhere Anwaltskosten zu ersetzen und deckt damit einen größeren Teil des Stundenhonorars.

## Beschwerderecht des Bevollmächtigten
Der Rechtsanwalt hat gemäß § 32 Abs. 2 Rechtsanwaltsvergütungsgesetz ein eigenes Beschwerderecht. Er verfolgt in der Regel das Ziel, einen höheren Streitwert zu erreichen, um eine höhere Vergütung von seinen Mandanten beanspruchen zu können.

## Zulässigkeit
Die Beschwerde ist nach den Vorschriften des § 68 GKG bzw. § 59 FamGKG zulässig, wenn der Wert der Beschwerde 200 Euro überschreitet oder wenn die Beschwerde vom Gericht ausdrücklich zugelassen worden ist. Für den Wert des Beschwerdegegenstandes ist nicht die Differenz zwischen dem festgesetzten Streitwert und dem vom Beschwerdeführer angegebenen Streitwert maßgeblich, sondern allein das Kosteninteresse des Beschwerdeführers. Das heißt: Es kommt darauf an, um welchen Betrag er bei der von ihr erstrebten abweichenden Streitwertfestsetzung kostenmäßig günstiger stünde als bei der erfolgten Streitwertfestsetzung. Die Regelung des § 68 GKG gilt auch für die übrigen Gerichtszweige, in denen streitwertabhängige Kosten und Gebühren bestehen, insbesondere für die Verwaltungs-, Sozial- und Arbeitsgerichtsbarkeit. Im Verfahren nach dem FamFG kommt § 59 FamGKG zum Tragen. Auch bei vorheriger einverständlicher Streitwertfestsetzung ist eine Streitwertbeschwerde zulässig.
Die Beschwerde muss innerhalb einer Frist von sechs Monaten ab der formellen Rechtskraft der Entscheidung erfolgen. Diese Frist wird dann modifiziert, wenn die Streitwertfestsetzung erst einen Monat vor Ablauf der Frist erfolgt. In einem solchen Falle ist die Beschwerde innerhalb eines Monats nach Zustellung (und nach der Bekanntgabe, das heißt der formlosen Mitteilung, mit Wirkung von drei Tagen nach Aufgabe zur Post) einzulegen. Eine schuldlose Versäumung der Frist kann durch die Wiedereinsetzung in den vorigen Stand geheilt werden.

## Zuständiges Gericht
Die Beschwerde ist bei dem Gericht anzubringen, das den angefochtenen Beschluss erlassen hat (Ausgangsgericht, §§ 68 Abs. 1 S. 5, 66 Abs. 5 S. 5 GKG). Hilft dieses der Beschwerde nicht ab, so legt es die Sache dem Beschwerdegericht zur Entscheidung vor.
Das Beschwerdegericht ist in ordentlichen bürgerlich-rechtlichen Streitigkeiten vor dem Amtsgericht das Landgericht, bei Verfahren vor dem Landgericht das Oberlandesgericht. Die Beschwerde gegen die Streitwertfestsetzung im Berufungsverfahren vor dem Landgericht ist durch das jeweilige Oberlandesgericht überprüfbar. Beschwerdegericht in Verfahren nach dem FamGKG ist das Oberlandesgericht.